# Kasu
Kasu ou Nkazu est une localité de la République démocratique du Congo, chef-lieu de groupement du secteur de Lunzadi, située dans le Territoire de Mbanza-Ngungu, province du Kongo central.